# Рязановское сельское поселение (Ульяновская область)
Ряза́новское се́льское поселе́ние — муниципальное образование в составе Мелекесского района Ульяновской области. 
Административный центр — село Рязаново. 

## Население
| 2010  | 2012  | 2013  | 2014  | 2015  | 2016  | 2017  |
| ----- | ----- | ----- | ----- | ----- | ----- | ----- |
| 4125  | ↘4016 | ↘3942 | ↘3879 | ↘3818 | ↘3747 | ↘3677 |
| 2018  | 2019  | 2020  | 2021  |       |       |       |
| ↘3615 | ↘3524 | ↘3431 | ↘3255 |       |       |       |

## Состав сельского поселения
В состав поселения входят 8 населённых пунктов: 6 сёл и 2 посёлка.
| № | Населённый пункт | Тип населённого пункта       | Население |
| - | ---------------- | ---------------------------- | --------- |
| 1 | Александровка    | село                         | ↗812      |
| 2 | Бирля            | село                         | ↘161      |
| 3 | Вишенка          | село                         | ↘210      |
| 4 | Воля             | посёлок                      | 94        |
| 5 | Дивный           | посёлок                      | 1008      |
| 6 | Дубравка         | село                         | 68        |
| 7 | Рязаново         | село, административный центр | ↗1511     |
| 8 | Чувашский Сускан | село                         | ↘261      |

## Местное самоуправление
Главы поселения
- Николай Фёдорович Горбунов

Главы администрации
- Николай Фёдорович Горбунов [12]